# Hans Herzfeld

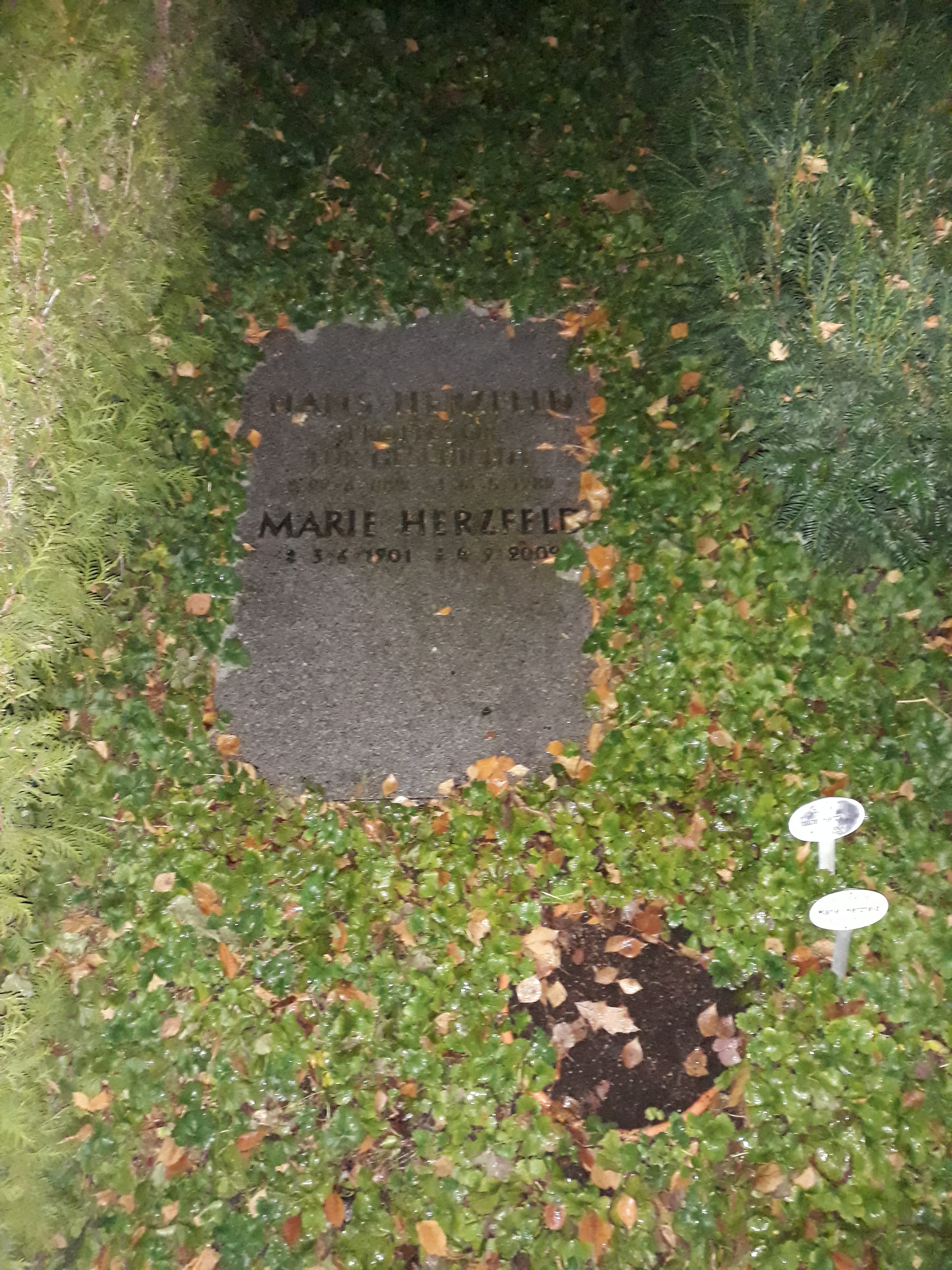
Das Grab von Hans Herzfeld und seiner Ehefrau Marie auf dem Friedhof Dahlem in Berlin.

Hans Herzfeld (* 22. Juni 1892 in Halle/Saale; † 16. Mai 1982 in Berlin) war ein deutscher Historiker.

## Leben
Ähnlich wie Gerhard Ritter und Hans Rothfels zählt Hans Herzfeld zu jener Gruppe deutscher Historiker, die ihre Schul- und Studienzeit noch in der Endphase des deutschen Kaiserreichs erlebte. Geboren in einer protestantischen, bürgerlichen Familie, nahm Herzfeld in einer späteren Rückschau (in seinen „Lebenserinnerungen“) vor allem das Gefühl der Sicherheit und des Friedens vor Ausbruch des Ersten Weltkriegs 1914 wahr. Nach dem Abitur 1911 an der Latina in Halle studierte er zunächst in Freiburg im Breisgau u. a. bei Friedrich Meinecke Geschichte, bevor er wieder nach Halle zurückkehrte, um dort sein Studium bis Mitte 1914 fortzusetzen. Während der Schul- und Studienzeit war Herzfeld begeistertes Mitglied des Wandervogels, einer der wichtigsten Jugendbewegungen jener Zeit.
Der Ausbruch des Ersten Weltkriegs bildete für Herzfelds weitere persönliche Entwicklung wie für seine wissenschaftliche Arbeit einen markanten Einschnitt. Als typischer Angehöriger der „Frontgeneration“ prägte ihn der Weltkrieg entscheidend: So geriet der mehrfach mit militärischen Ehrungen (u. a. Eisernes Kreuz erster Klasse) ausgezeichnete Herzfeld als Leutnant 1917 in französische Kriegsgefangenschaft, aus der er 1920 nach Halle zurückkehrte. Bereits während der Kriegsgefangenschaft konnte er sich auf seine Staatsexamensprüfung vorbereiten, die er 1920 erfolgreich ablegte. Wenige Monate später wurde Herzfeld 1921 in Halle promoviert. Anfang 1923 folgte die Habilitation bei Richard Fester, 1929 die Ernennung zum außerordentlichen Professor für mittlere und neuere Geschichte an der Universität Halle. 1926 wurde Herzfelds Lehrer Fester – „einer der militantesten republikfeindlichen und revanchistischen Historiker“ – zwangsemeritiert. Herzfeld gehörte wie etwa Georg von Below, Albert Brackmann, Max Buchner, Eduard Meyer, Walter Otto und Ulrich Kahrstedt zu den Historikern, die der DNVP nicht nur nahestanden (was für einen weitaus größeren Kreis gilt), sondern ihr auch beitraten.
Die nationalsozialistische Machtübernahme 1933 blockierte Herzfelds weitere akademische Laufbahn. Obwohl weit rechts stehend und zudem dekorierter Weltkriegsteilnehmer, geriet er wegen seines jüdischen Großvaters Ludwig Herzfeld ins Visier der NS-Kultuspolitiker. Anfänglich setzten sich die NS-Studentenorganisation, der Rektor der Universität und die Gauleitung der NSDAP (Herzfelds Ehefrau war seit 1932 Mitglied der Partei) erfolgreich für seinen Verbleib ein. Im März 1936 richtete Herzfeld eine direkte Eingabe an Hitler, in der er um persönliche Befreiung von den Bestimmungen des Reichsbürger- und Reichsbeamtengesetzes nachsuchte. Im gleichen Jahr musste er aus „rassischen“ Gründen aus der SA, in die er 1934 als Stahlhelm-Mitglied übernommen worden war, ausscheiden. Zum Ende des Sommersemesters 1938 wurden ihm im Zuge der Verschärfung der judenfeindlichen Zwangsmaßnahmen schließlich Lehrbefugnis und Professorentitel aberkannt. Immerhin gelang es ihm, aufgrund von Kontakten zu ehemaligen Kriegskameraden eine Tätigkeit als wissenschaftlicher Angestellter an der Kriegsgeschichtlichen Forschungsanstalt des Heeres, einer Abteilung des Reichsarchivs, in Potsdam zu finden. Durch den Einsatz Fritz Hartungs behielt Herzfeld außerdem die Verantwortung für die einflussreichen, seit 1927 jährlich im Rahmen der Jahresberichte für deutsche Geschichte erscheinenden Forschungsberichte zur deutschen Geschichte zwischen 1890 und 1918. Anfang 1943 wurde Herzfeld wegen angeblich „wehrkraftzersetzender“ Äußerungen denunziert und befand sich im Februar und März in drei verschiedenen Berliner Gefängnissen in Untersuchungshaft. Er kam zwar wieder frei, verlor aber seine Anstellung in Potsdam. Die folgenden Jahre verbrachte Herzfeld in Freiburg im Breisgau, wo er auch das Kriegsende 1945 erlebte.
Nach 1945 konnte Herzfeld als einer der wenigen durch die NS-Zeit „unbelasteten“ deutschen Historiker seine akademische Karriere unmittelbar fortsetzen; seit 1946 war er außerordentlicher Professor an der Universität Freiburg. Mit der Annahme eines Rufes auf das Ordinariat für neuere Geschichte an die 1948 gerade neu gegründete Freie Universität Berlin begann Herzfelds erfolgreichste Schaffensperiode. Er war nicht nur die entscheidende Kraft bei der Etablierung des Friedrich-Meinecke-Instituts der Freien Universität, sondern initiierte weitere Institutsgründungen im Umfeld der Berliner Wissenschaftslandschaft, wie die Historische Kommission zu Berlin (die er von 1959 bis 1978 leitete) oder das Deutsche Institut für Urbanistik. Gleichzeitig war er wichtiger akademischer Lehrer und Bezugspunkt für eine Vielzahl von Schülern, u. a. für Gerhard A. Ritter und Hanns Gringmuth-Dallmer. Von 1958 bis 1977 gehörte Herzfeld dem Beirat des Instituts für Zeitgeschichte in München an.

## Leistungen
Herzfelds erste wissenschaftliche Publikationen nach Ende des Ersten Weltkrieges sind typisch für die deutsche Geschichtswissenschaft jener Zeit: Unter dem Trauma der deutschen Niederlage im Ersten Weltkrieg und des Untergangs der monarchischen Ordnung beschäftigten sich viele deutsche Historiker mit der Zeit des Kaiserreichs vor 1914. In diesem Kontext stand zunächst die Suche nach den Gründen für den Ausbruch des Ersten Weltkrieges im Vordergrund. Eng damit verbunden war sodann das Bestreben, die im Friedensvertrag von Versailles festgestellte Alleinschuld Deutschlands und seiner Verbündeten (Art. 231 des Versailler Vertrages) am Ausbruch des Ersten Weltkriegs zu relativieren und zurückzuweisen. Hans Herzfeld widmete sich in seiner Dissertation (1921, veröffentlicht 1922 unter dem Titel Die deutsch-französische Kriegsgefahr von 1875) der deutsch-französischen Rivalität im Anschluss an die Reichsgründung von 1871, die 1875 zur „Krieg-in-Sicht-Krise“ führte. In seiner Habilitationsschrift (1923) beschäftigte er sich mit der deutschen Rüstungspolitik vor dem Ersten Weltkrieg. Für die damalige Zeit berührten Dissertations- wie (vor allem) das Habilitationsthema höchst aktuelle, kontroverse und zeitgeschichtliche Themenfelder.
Herzfelds deutschnationale Positionierung wird allerdings am deutlichsten in seinem Buch über Die deutsche Sozialdemokratie und die Auflösung der nationalen Einheitsfront im Weltkriege (Leipzig 1928), das neben Erich Otto Volkmanns Der Marxismus und das deutsche Heer im Weltkriege (Berlin 1925) den ambitioniertesten Versuch einer wissenschaftlichen Beglaubigung der Dolchstoß-These darstellt. Während Volkmann für eine gewisse Engführung plädierte und allein die USPD und hier insbesondere die Spartakusgruppe mit dem Odium des „Dolchstoßes“ belastete, lehnte Herzfeld eine derartige Differenzierung ab und versuchte, auch der Führung der SPD – und am Rande sogar linksliberalen Demokraten – eine zumindest indirekte Verantwortung für den „Zusammenbruch“ des Kaiserreichs zuzuschreiben. In letzter Instanz zielte das Buch darauf ab, die Arbeiterbewegung als solche als „Verhängnis für das deutsche Volk“ darzustellen und so zu delegitimieren. Aus Herzfelds weiteren Veröffentlichungen vor 1945 ist besonders die zweibändige Biographie über den preußischen Finanzminister Johannes von Miquel (1938) hervorzuheben.
Nach 1945 wandte sich Herzfeld von seiner nationalkonservativen Sichtweise und Deutung der deutschen bzw. europäischen Geschichte ab. In einer Vielzahl von wissenschaftlichen Publikationen, Schulbüchern, Aufsätzen und Stellungnahmen widmete er sich in den 1950er und 1960er Jahren kritisch wichtigen zeitgeschichtlichen Fragestellungen wie dem Ersten Weltkrieg und der Weimarer Republik. In seinem letzten größeren Buch beschrieb Herzfeld 1973 die Stellung Berlins in der Weltpolitik von 1945 bis 1970.

## Fischer-Kontroverse
Mit einem Artikel in der Historischen Zeitschrift von 1960, der sich auf einen vorhergehenden Aufsatz des Hamburger Historikers Fritz Fischer bezog, eröffnete Hans Herzfeld die so genannte Fischer-Kontroverse. Er würdigt darin die Rechercheleistung Fischers und betont die Besonderheit, die dessen Rückgriff auf bis dahin weitgehend unter Verschluss stehendes und daher in der Geschichtsforschung kaum verwendetes Archivmaterial verschiedener Stellen darstellt, darunter vor allem die Weltkriegsakten des Politischen Archivs des Auswärtigen Amtes in Bonn. Allerdings vertritt Herzfeld zugleich eine grundsätzlich skeptische Haltung gegenüber Fischers Methodik, da dieser sich in seiner Arbeit ausschließlich auf die Akten stützt. Herzfeld stellt in Frage, ob allein auf Grundlage der Akten eine realistische Rekonstruktion der tatsächlichen Verhältnisse möglich ist.
Auch inhaltlich nimmt Herzfeld Fischer gegenüber eine kritische Position ein, die sich vor allem auf die Rolle Reichskanzler Bethmann-Hollwegs und die Frage der Einigkeit von ziviler und militärischer Reichsleitung in Bezug auf die Kriegsziele sowie die Frage nach der Kontinuität der deutschen Kriegsziele von 1914 bis 1918 bezieht. Herzfeld führt dazu vor allem die Kriegstagebücher, Aufzeichnungen und Briefe des Chefs des deutschen Marinekabinetts Admiral Georg Alexander von Müller an, anhand derer er einerseits die durchaus unterschiedlichen Meinungen von ziviler Regierung und Militär darstellt und andererseits den von militärischer Seite ausgehenden Druck auf Bethmann-Hollweg schildert, der anhand dieser Darstellung eine eher passive Rolle einnimmt. Zusätzlich führt Herzfeld mehrere Zitate Kaiser Wilhelms II. an, welche die Unstetigkeit des Herrschers in Bezug auf die Kriegsmoral aufzeigen und deutlich gegen eine Kontinuität sprechen.
Herzfeld formuliert seine Kritik an Fischers Werk durchweg höflich und in kollegialem, sachlich-wissenschaftlichem Ton. Persönliche Schärfe, wie sie sich z. B. in den Schriften seines Kollegen Gerhard Ritter zur Fischer-Kontroverse findet, fehlt bei Herzfeld völlig.

## Ehrung
1967: Ernst-Reuter-Plakette des Landes Berlin

## Schriften (Auswahl)
- Die deutsch-französische Kriegsgefahr von 1875. Mittler, Berlin 1922.
- Die deutsche Sozialdemokratie und die Auflösung der nationalen Einheitsfront im Weltkriege. Quelle & Meyer, Leipzig 1928.
- Johannes von Miquel, 2 Bände, Meyer, Detmold 1938.
- Zur deutschen Politik im ersten Weltkriege. Kontinuität oder permanente Krise? In: Historische Zeitschrift. 191 (1960), S. 67–82.
- Der Erste Weltkrieg (= dtv-Weltgeschichte des 20. Jahrhunderts. Bd. 1). dtv, München 1968.
- Die moderne Welt. Teil 1: Die Epoche der bürgerlichen Nationalstaaten. 1789–1890. Westermann, Braunschweig 1950.
- Die moderne Welt. Teil 2: Weltmächte und Weltkriege. Die Geschichte unserer Epoche. 1890–1945. Westermann, Braunschweig 1952.
- Erster Weltkrieg und Friede von Versailles. In: Golo Mann, Alfred Heuß und August Nitschke (Hrsg.): Propyläen Weltgeschichte. Bd. 9: Das zwanzigste Jahrhundert. Propyläen Verlag, Berlin / Frankfurt am Main 1964, Ndr. Sonderausgabe 1991, S. 77–127, ISBN 3-549-05017-8 (Gesamtwerk).
- Berlin in der Weltpolitik 1945–1970. de Gruyter, Berlin 1973, ISBN 978-3-11-003890-3.
- Der erste Weltkrieg. Persönliches Erleben und historisches Forschen. Tagebuchnotizen, Berichte, Dokumente. Hrsg. und dokumentiert von Wolfgang D. Herzfeld. Kovac, Hamburg 2016, ISBN 978-3-8300-9136-3.